# Prix de Malleret
 (mai 2021).
La mise en forme du texte ne suit pas les recommandations de Wikipédia : il faut le « wikifier ».
Les points d'amélioration suivants sont les cas les plus fréquents :
- Les titres sont pré-formatés par le logiciel. Ils ne sont ni en capitales, ni en gras.
- Le texte ne doit pas être écrit en capitales (les noms de famille non plus), ni en gras, ni en italique, ni en « petit »…
- Le gras n'est utilisé que pour surligner le titre de l'article dans l'introduction, une seule fois.
- L'italique est rarement utilisé : mots en langue étrangère, titres d'œuvres, noms de bateaux, etc.
- Les citations ne sont pas en italique mais en corps de texte normal. Elles sont entourées par des guillemets français : « et ».
- Les listes à puces sont à éviter, des paragraphes rédigés étant largement préférés. Les tableaux sont à réserver à la présentation de données structurées (résultats, etc.).
- Les appels de note de bas de page (petits chiffres en exposant, introduits par l'outil «  Source ») sont à placer entre la fin de phrase et le point final[comme ça].
- Les liens internes (vers d'autres articles de Wikipédia) sont à choisir avec parcimonie. Créez des liens vers des articles approfondissant le sujet. Les termes génériques sans rapport avec le sujet sont à éviter, ainsi que les répétitions de liens vers un même terme.
- Les liens externes sont à placer uniquement dans une section « Liens externes », à la fin de l'article. Ces liens sont à choisir avec parcimonie suivant les règles définies. Si un lien sert de source à l'article, son insertion dans le texte est à faire par les notes de bas de page.
- La présentation des références doit suivre les conventions bibliographiques. Il est recommandé d'utiliser les modèles {{Ouvrage}}, {{Chapitre}}, {{Article}}, {{Lien web}} et/ou {{Bibliographie}}. Le mode d'édition visuel peut mettre en forme automatiquement les références.
- Insérer une infobox (cadre d'informations à droite) n'est pas obligatoire pour parachever la mise en page.

Pour une aide détaillée, merci de consulter Aide:Wikification.
Si vous pensez que ces points ont été résolus, vous pouvez retirer ce bandeau et améliorer la mise en forme d'un autre article.
Groupe 2
Le Prix de Malleret est une course de niveau groupe II se disputant annuellement sur l'hippodrome de Saint Cloud. La course est réservée aux pouliches de trois ans,,,. C'est une course préparatoire au Prix Vermeille. 

## Histoire
La course a été nommée selon un ancien élevage hippique du Médoc. Ce haras a notamment élevé La Sorellina (prix de Diane et prix de l’Arc de triomphe en 1953) ou Val de Loir (prix du Jockey club en 1962). La course a lieu avant 1907 sur le mile et est ouvertes aux trois ans de tout genre. En 1907, la course change de format et a lieu sur la distance de 2000 mètres. Elle servait alors de "consolation" pour les concurrents malheureux du Prix de Diane. La course prend son format actuel en 1971 lorsqu'elle est rallongée à 2400 mètres. C'est un groupe 3 jusqu'en 1979, date à laquelle la course devient un Groupe 2.

## Palmarès
| Année | Vainqueur        | Jockey                | Entraîneur           | Propriétaire                     | Temps   |
| ----- | ---------------- | --------------------- | -------------------- | -------------------------------- | ------- |
| 2025  | Qilin Queen      | Kieran Shoemark       | Ed Walker            | TBT Racing                       | 2'30"91 |
| 2024  | Survie           | Stéphane Pasquier     | Nicolas Clément      | Gérard Augustin-Normand          | 2'39"08 |
| 2023  | Rue Boissonade   | Gérald Mossé          | Mikel Delzangles     | Écurie X                         | 2'28"71 |
| 2022  | Raclette         | Olivier Peslier       | André Fabre          | Juddmonte Farms                  | 2'31"40 |
| 2021  | Babylone         | Mickaël Barzalona     | André Fabre          | Haras Voltaire                   | 2'32"87 |
| 2020  | Vaucelles        | Christophe Soumillon  | Pascal Bary          | Gerard Augustin-Normand          | 2:29.27 |
| 2019  | Mehdaayih        | Frankie Dettori       | John Gosden          | Emirates Park Pty Ltd            | 2:28.69 |
| 2018  | Waldlied         | Pierre-Charles Boudot | André Fabre          | Newsells Park & Gestüt Ammerland | 2:30.35 |
| 2017  | Strathspey       | Mickael Barzalona     | André Fabre          | Godolphin                        | 2:31.95 |
| 2016  | Al Wathna        | Gregory Benoist       | Jean-Claude Rouget   | Al Shaqab Racing                 | 2:39.38 |
| 2015  | Sea Calisi       | Mickael Barzalona     | François Doumen      | Martin S. Schwartz               | 2:28.91 |
| 2014  | Dolniya          | Christophe Soumillon  | Alain de Royer-Dupré | Aga Khan IV                      | 2:34.80 |
| 2013  | Pacific Rim      | Umberto Rispoli       | Mikel Delzangles     | Écurie Wildenstein               | 2:34.63 |
| 2012  | Yellow and Green | Thierry Thulliez      | Nicolas Clément      | André de Ganay                   | 2:32.00 |
| 2011  | Testosterone     | Stéphane Pasquier     | Pascal Bary          | Ecurie La Boetie                 | 2:28.60 |
| 2010  | Never Forget     | Anthony Crastus       | Élie Lellouche       | Claude Cohen                     | 2:34.60 |
| 2009  | Ashalanda        | Freddy di Fede        | Alain de Royer-Dupré | Aga Khan IV                      | 2:30.60 |
| 2008  | Treat Gently     | Stéphane Pasquier     | André Fabre          | Khalid Abdullah                  | 2:31.10 |
| 2007  | Legerete         | Olivier Peslier       | André Fabre          | Wertheimer et Frère              | 2:33.00 |
| 2006  | Time On          | Olivier Peslier       | John Dunlop          | Robert Barnett                   | 2:38.80 |
| 2005  | Royal Highness   | Christophe Lemaire    | Pascal Bary          | Ecurie des Monceaux              | 2:35.30 |
| 2004  | Lune d'Or        | Thierry Jarnet        | Richard Gibson       | Madame Paul de Moussac           | 2:42.60 |
| 2003  | High Praise      | Richard Hughes        | John Gosden          | Khalid Abdullah                  | 2:30.40 |
| 2002  | Pearly Shells    | Christophe Soumillon  | François Rohaut      | 6C Racing Ltd                    | 2:29.00 |
| 2001  | Diamilina        | Olivier Peslier       | André Fabre          | Jean-Luc Lagardère               | 2:33.30 |
| 2000  | America          | Olivier Doleuze       | Criquette Head       | Wertheimer et Frère              | 2:32.70 |
| 1999  | Sage et Jolie    | Olivier Peslier       | André Fabre          | Jean-Luc Lagardère               | 2:31.50 |
| 1998  | Another Dancer   | Cash Asmussen         | Dominique Sépulchre  | Julian Byng                      | 2:28.80 |
| 1997  | Silver Fun       | Olivier Doleuze       | Criquette Head       | Wertheimer et Frère              | 2:40.70 |
| 1996  | Shamadara        | Gérald Mossé          | Alain de Royer-Dupré | HH Aga Khan IV                   | 2:30.00 |
| 1995  | Privity          | Olivier Peslier       | Pascal Bary          | Khalid Abdullah                  | 2:33.20 |
| 1994  | Bonash           | Thierry Jarnet        | André Fabre          | Khalid Abdullah                  | 2:33.40 |
| 1993  | Wemyss Bight     | Thierry Jarnet        | André Fabre          | Khalid Abdullah                  | 2:28.00 |
| 1992  | Trishyde         | Freddy Head           | François Boutin      | Stavros Niarchos                 | 2:28.60 |
| 1991  | Magic Night      | Alain Badel           | Philippe Demercastel | Mrs P. Demercastel               | 2:31.20 |
| 1990  | Miss Alleged     | Éric Legrix           | Pascal Bary          | Ecurie I. M. Fares               | 2:41.70 |
| 1989  | Young Mother     | Alain Badel           | Jean-Marie Béguigné  | Jean-Marie Béguigné              | 2:35.30 |
| 1988  | Animatrice       | Gary W. Moore         | Criquette Head       | Jacques Wertheimer               | 2:32.10 |
| 1987  | Zoumorrod        | Cash Asmussen         | André Fabre          | Moufid Dabaghi                   |         |
| 1986  | Galunpe          | Alfred Gibert         | Bernard Sécly        | J. M. Aubry-Dumand               |         |
| 1985  | Kozana           | Yves Saint-Martin     | Alain de Royer-Dupré | HH Aga Khan IV                   |         |
| 1984  | Reine Mathilde   | Freddy Head           | Criquette Head       | Ecurie Aland                     | 2:05.70 |
| 1983  | Chamisene        | Gérard Dubroeucq      | Mitri Saliba         | Mahmoud Fustok                   |         |
| 1982  | Grease           | Cash Asmussen         | François Boutin      | Josephine Abercrombie            |         |
| 1981  | Leandra          | Yves Saint-Martin     | Pierre Pelat         | Thierry van Zuylen               | 2:09.70 |
| 1980  | Luth de Saron    | Maurice Philipperon   | John Cunnington Jr.  | Paul de Moussac                  |         |
| 1979  | Pitasia          | Alfred Gibert         | Aage Paus            | Sir Douglas Clague               | 2:05.40 |